# Музеї Стрия
Музеї Стрия — список музеїв міста Стрия (Львівська область).
| Назва | Розташування                                                                                                 | Фото | Опис |
| Стрийський краєзнавчий музей «Верховина»                                                                                   | вул. Олесницького, 1549°15′30″ пн. ш. 23°50′49″ сх. д. / 49.25833° пн. ш. 23.84694° сх. д.                   |      | Стри́йський краєзна́вчий музе́й «Верхови́на» — районний краєзнавчий музей у місті Стрию Львівської області, зібрання матеріалів і предметів з етнографії та історичного розвитку Стрийщини. Заснований у 1932 році. Фонд музею налічує понад 26 тисяч одиниць. Розміщений в колишній будівлі адвоката й громадського діяча, Євгена Олесницького. |
| Меморіальний комплекс борцям за волю України                                                                               | вул. Олесницького, 449°15′30″ пн. ш. 23°50′55″ сх. д. / 49.25833° пн. ш. 23.84861° сх. д.                    |      | Меморіальний комплекс «Борцям за волю України» — меморіальний комплекс у місті Стрию Львівської області. Відкритий 19 червня 2005 року, він став першим в Україні колишнім репресивним закладом, перетвореним у музейний комплекс. Колишня тюрма. Комплекс є філіалом Стрийського краєзнавчого музею «Верховина». |
| Меморіальний музей Петра Обаля, виставкова зала                                                                            | вул. Т. Шевченка, 10749°15′35″ пн. ш. 23°51′12″ сх. д. / 49.25972° пн. ш. 23.85333° сх. д.                   |      | Музей присвячений український живописецю і графіку, члену Спілки художників України (1945), члену Гуртка діячів українського мистецтва (1923), АНУМ (1934), Спілки праці українських образотворчих митців (1942), Петру Обалю. У музеї містяться роботи художника і його особисті речі. При музеї діє виставковий зал. Музей є філіалом Стрийського краєзнавчого музею «Верховина». |
| Музей-садиба родини Бандерів                                                                                               | вул. Львівська, 2049°15′51″ пн. ш. 23°51′49″ сх. д. / 49.26417° пн. ш. 23.86361° сх. д.                      |      | Садибу відкрито 2001 року, а музей в 2010 році. Садиба колись належала родині Бандерів. В цьому будинку впродовж 1919–1928 років проживав під час свого навчання в Стрию Степан Бандера. Експозиція розділена на п`ять окремих кімнат і підвальне приміщення. Тут ви можете пройтися стежками дитинства апологета національної ідеї, а також познайомитися з усіма членами його родини. У музеї зібрана величезна кількість особистих речей, документів і фотографій, які були ретельно підібрані і систематизовані працівниками місцевого краєзнавчого музею «Верховина». Музей є філіалом Стрийського краєзнавчого музею «Верховина». |
| Кімната-музей Ольги Бачинської                                                                                             | вул. Валова, 649°15′29″ пн. ш. 23°51′7″ сх. д. / 49.25806° пн. ш. 23.85194° сх. д.                           |      | У музеї представлена частина колекції Ольги Бачинської. Також тут є особисті речі діячки, родинні фото, документи, архівні записи. Музей створено у будинку, де жила Ольга Бачинська з чоловіком. Їм належав цілий будинок. Для музею відведено 2 кімнати. Музей є філіалом Стрийського краєзнавчого музею «Верховина». |
| Літературно-мистецький музей «Хвилі Стрия»                                                                                 | вул. О. Бобикевича, 5 (будинок вчителя)49°15′28″ пн. ш. 23°50′48″ сх. д. / 49.25778° пн. ш. 23.84667° сх. д. |      | Колишній будинок адвоката (поч. ХХ ст.). Музей створено 1976 року для популяризації творів митців пера і пензля Стрийщини. Профіль музею — літературний. Його фонди нараховують близько 600 експонатів. Це книжки стрийських письменників, живописні полотна, графічні роботи, різьба по дереву, українська народна вишивка, художнє скло тощо. Експозиція музею розташована в п'яти кімнатах та складається з розділів: "Виставка книжок стрийських літераторів та композиторів", "Бойківська народна вишивка", "Різьба по дереву", "Художнє скло", "Портрети знаних митців Стрийщини". |
| Музей бджільництва Прикарпатського краю                                                                                    | вул. Валова, 1049°15′28″ пн. ш. 23°51′8″ сх. д. / 49.25778° пн. ш. 23.85222° сх. д.                          |      | Музей відкрито для відвідувачів у 2005 році. В експозиції представлено історію бджільництва, починаючи від стародавніх вуликів-дуплянок і дерев’яних медогонок, точної копії дзвоноподібного вулика М. Вітвицького, медогонка початку ХХ ст. з цікавим кривошипно-шатунним валом приводу, гербарію медоносних рослин Прикарпаття, старих видань та закінчуючи сучасними винаходами у різних куточках України та світу. Також тут розміщена галерея портретів під назвою «Великі люди в галузі бджільництва». Музей діє на громадських засадах. Щонеділі відбуваються безкоштовні екскурсії. Музей знаходиться житловому будинок, І-а пол. ХІХ ст. Охоронний номер: 2015–М                                                                                     |
| Кімната-музей Остапа та Нестора Нижанківських                                                                              | вул. Валова, 1149°15′26″ пн. ш. 23°51′11″ сх. д. / 49.25722° пн. ш. 23.85306° сх. д.                         |      | Музейна експозиція висвітлює життєвий та творчий шлях Остапа та Нестора Нижанківських, відомих українських композиторів, музикантів Остапа та Нестора Нижанківських. |
| Музей історії Народного дому та стрийського осередку «Просвіти» (недіючий)                                                 | вул. Народна, 849°15′23″ пн. ш. 23°50′57″ сх. д. / 49.25639° пн. ш. 23.84917° сх. д.                         |      | У Народному домі є спеціально виділена кімната під музей «Просвіти» Стрийщини та Народного дому, що був відкритий до 8 грудня 1998 року (день відзначення 130-річчя «Просвіти»). Центральне місце у музеї займає символ «Просвіти», зображення молодої жінки в білій одежі на темному фоні, що в одній руці тримає книгу, у другій, високопіднятій, — смолоскип. Над головою постаті — золота зірка. Чільне місце в експозиції займає макет «Шевченко — наш духовний батько», що відображає садибу Шевченка за описом його самого. Також тут знаходяться коробочки із землею з могили матері поета і з могили Шевченка у Каневі. Є у музеї давні фотографії Народного дому і визначних подій, історичні документи, книгозбірня і декілька тематичних стендів. |
| Кімната-музей муніципального чоловічого хору «Каменяр»                                                                     | вул. Народна, 849°15′23″ пн. ш. 23°50′57″ сх. д. / 49.25639° пн. ш. 23.84917° сх. д.                         |      | Музей присвячений муніципальному чоловічому хору «Каменяр» та хоровим колективам району. Розташовується у приміщенні Народного дому. |
| Музей Афганської пам'яті                                                                                                   | вул. Яна Матейка, 749°15′37″ пн. ш. 23°50′45″ сх. д. / 49.26028° пн. ш. 23.84583° сх. д.                     |      | Музей присвячений стриянам, які брали участь в Афганіській війні. Музей ділить приміщення із ГО «Спілка учасників АТО Стрийщини». |
| Кімната-музей Андрія Корчака                                                                                               | вул. Тараса Шевченка, 70                                                                                     |      | 27 лютого 2018 року у Стрийській ЗШ І-ІІІ ст. № 2 імені Героя України Андрія Корчака відбулося відкриття і освячення кімнати-музею його імені. Музей розташований в кабінеті історії. |
| Музеї на території Стрийського коледжу - Кімната-музей історії коледжу - Музей хліба - Музей Українських Січових Стрільців | вул. Львівська, 169                                                                                          |      | Кімната-музей історії коледжу знаходиться у головному корпусі навчального закладу. Музей хліба та Українських Січових Стрільців знаходяться в приміщенні студентського гуртожитку. У січні 2014 року відкрили Музей хліба. 3 вересня 2014 року на території Стрийського коледжу Львівського національного аграрного університету в рамках святкування 100-річчя створення Легіону Українських Січових Стрільців відкрито музей даного військового формування. |
| Музей трудової слави Стрийського ВРЗ                                                                                       | вул. Зубенка, 2                                                                                              |      | Весною 2014 року було відкрито музей трудової слави Стрийського вагоноремонтного заводу на честь святкування 140 річчя з дня створення. |
| Музей «Верховина» ВПУ №8                                                                                                   | вул. Кобилянської, 4                                                                                         |      | Фонд музею нараховує 145 експонатів, а це — художні вишивки, колекції народного одягу, знаряддя праці, побуту, писанки. Виставкові вітрини поділено на підрозділи: - народні промисли та ремесла; - допоміжні види господарських занять; - художня кераміка; - народні заняття; - писанки Стрийщини; - український народний одяг; - старовинна обрядовість; - усна народна творчість. Постійно діють змінні виставки: “Сучасна вишивка”, “Вироби з бісеру”, “Писанкарство”, виставки робіт працівників училища, “Історія грошей”. |
| Музей «Народна світлиця» ДНЗ ВПУ №34                                                                                       | вул. Гайдамацька, 15                                                                                         |      | Музей «Народна світлиця» співпрацю із музеями Стрийщини та Львівським історичним музеєм. Експонати музею в основному — це творчість учнів училища. |
| Музей «Дідова Аптека» | с. Миртюки, Стрийський район, вул. Шевченко, 2                                                               |      | Музей неофіційної медицини. |